# (34505) 2000 SR160
2000 SR160 (asteroide 34505) é um asteroide da cintura principal. Possui uma excentricidade de 0.14649760 e uma inclinação de 4.04217º.
Este asteroide foi descoberto no dia 27 de setembro de 2000 por LINEAR em Socorro.